# Miracles: The Holiday Album
Miracles: The Holiday Album es el primer álbum navideño del saxofonista Kenny G. Fue lanzado por el sello discográfico de Arista Records en 1994, que alcanzó al tope de los Billboard 200, tops de Álbumes de Jazz Contemporáneos y en Álbumes de R&B/Hip-Hop.

## Lista de canciones (edición fuera de EE. UU.)
- 1."Winter Wonderland" (Felix Bernard / Dick Smith) - 3:03.
- 2."White Christmas" (Irving Berlin) - 3:02.
- 3."Tenga usted una Feliz Navidad" (Hugh Martin / Ralph Blane) - 3:58.
- 4."La canción de Navidad" (Mel Tormé / Robert Wells) - 4:03.
- 5."Noche de paz" ( Franz Xaver Gruber , Joseph Mohr) - 3:47.
- 6."Canción de cuna de Brahms" (Johannes Brahms) - 3:15.
- 7."Greensleeves" (¿Qué niño es este?) (Tradicional) - 3:29.
- 8."Milagros" (Kenny G / Walter Afanasieff) - 2:32.
- 9."Ausente en un pesebre" (James R. Murray) - 2:39.
- 10."La canción de Janucá" (Kenny G / Walter Afanasieff) - 2:31.
- 11."Little Drummer Boy" (Katherine K. Davis / Henry Onerati / Harry Simeone) - 4:05.
- 12."Silver Bells" (Jay Livingston / Ray Evans) - 4:00.
- 13."Spring Breeze" (Ling-Chiu Lee / Yu-Shian Deng) - 3:20.

## Lista de canciones (edición de EE. UU.)
- 1."Winter Wonderland" – 3:00.
- 2."White Christmas" – 2:59.
- 3."Have Yourself A Merry Little Christmas" – 3:54.
- 4."Silent Night" – 3:44.
- 5."Greensleeves" – 3:26.
- 6."Miracles" – 2:30.
- 7."Little Drummer Boy" – 4:02.
- 8."The Chanukah Song" – 2:28.
- 9."Silver Bells" – 3:57.
- 10."Away In A Manger" – 2:36.
- 11."Brahms Lullaby" – 3:13.